# Здание Северо-Осетинского государственного университета

Фото 1987 года

Здание Северо-Осетинского государственного университета — памятник истории во Владикавказе, Северная Осетия. Выявленный объект культурного наследия России. Образец советской архитектуры 1930-х годов. Памятник, связанный с жизнью и деятельностью многих видных учёных. Находится на улице Ватутина, д. 46 в границах особой групповой охранной зоны исторического центра Владикавказа, утверждённой распоряжением № 313 Совета министров Северо-Осетинской АССР от 30 июня 1987 года. В здании находится Северо-Осетинский государственный университет имени К. Л. Хетагурова.
Строительство современного здания по проекту архитектора И. Хурумова началось в 1936 году и закончилось в 1937 году. После объединения в 1938 году 2-го Северо-Кавказского государственного педагогического института, находившегося в доме № 24 на улице Маркуса с Северо-Осетинским государственным педагогическим институтом в Северо-Осетинский государственный педагогический институт имени Коста Хетагурова в здании были расположены естественный и географический факультет этого института. В годы Великой Отечественной войны в здании с 1942 по 1945 года находились полевые госпитали.
С 1945 по 1947 года в здании действовали Нефтяной техникум, исторический и филологический факультеты Северо-Осетинского государственного педагогического института. В последующем в здании также разместились факультеты физического воспитания и факультет иностранных языков. В 1969 году Северо-Осетинский государственный педагогический институт был преобразован в Северо-Осетинский государственный университет. С 1979 по 1981 проходил капитальный ремонт, при котором была заменена крыша здании и произведена внутренняя перепланировка.
Здание внесено в реестр охраняемых памятников 24 июня 1987 года.
Перед главным входом находится памятник Коста Хетагурову.
Описание
Главный фасад длиной около ста метров трёхэтажного кирпичного здания выходит на улицу Ватутина. Фасад имеет три ризалита с четырьмя полуколоннами каждый. Колонны увенчаны упрощённым коринфским ордером. Здание расположено на высоком цоколе, облицованным плитами из искусственного камня. С восточной части фасада перпендикулярно к зданию примыкает боковое крыло, которое украшено выносными подоконными полочками, протянутым карнизом над окнами третьего этажа и профилированным венчающим карнизом. Окна здания прямоугольные и двухстворчатые, на втором этаже с выносом подоконных полочек. Под окнами третьего этажа находятся слегка выступающие прямоугольники в различном цвете. Главный вход здания с многоступенчатой лестницей находится в северном торце и выделен шестиколонным портиком с капителями, которые копируют капители главного фасада.

## Источник
- Паспорт объекта, Главное управление охраны, реставрации и использования памятников истории и культуры, Министерство истории и культуры СССР